# VI Vandaag (2012)
VI Vandaag was een in 2012 uitgezonden dagelijks televisieprogramma op RTL 7 gemaakt door RTL Sport. Het was een sportnieuwsprogramma dat vooral aandacht aan voetbal heeft besteed. Dit deden ze vooral met uitleg van deskundigen en reportages van RTL- en Voetbal Internationalverslaggevers. De vaste presentator was Wilfred Genee, die werd vervangen door Koert Westerman. Een van de deskundigen was Johan Derksen.
Het programma startte op 3 september 2012 als RTL Sport Inside. Het programma bestond voor 60 procent uit voetbal, en voor 40 procent uit andere sporten. Voor die sporten waren deskundigen als Barbara Barend, Fatima Moreira de Melo en Dennis van der Geest terugkerende gasten. In de uitzending werden ook stellingen besproken die je kon invullen op de website. De vaste vervanger van Johan Derksen als voetbaldeskundige is Iwan van Duren.
Vanaf 5 november ging het programma verder als VI Vandaag en heeft het veel meer aandacht voor voetbal. De reden daarvoor waren oplopende productiekosten en tegenvallende kijkcijfers. De bedoeling was al om een dergelijk voetbalprogramma te maken, maar de RTL-directie en productiemaatschappij Infostrada dachten via een algemeen sportprogramma meer sponsors aan zich te binden.
Het programma werd voortaan gemaakt in samenwerking met het blad Voetbal International. De presentatoren en voetbaldeskundigen zouden hetzelfde blijven. Het overige sportnieuws kreeg een minimale rol in het nieuwe programma en de overige deskundigen verdwenen. Op 8 januari 2013 maakten Voetbal International en RTL bekend dat het programma na de winterstop in het voetbal niet terugkeerde.

## Medewerkers

### Presentatoren
- Wilfred Genee (3 september 2012-24 december 2012)
- Koert Westerman (10 september 2012-24 december 2012)

### Vaste deskundigen
- Johan Derksen (3 september 2012-24 december 2012)
- Iwan van Duren (10 september 2012-24 december 2012)

### Regelmatig terugkerende deskundigen
- Gert Kruys (1 november 2012-24 december 2012)
- Harry van der Laan (6 november 2012-24 december 2012)
- John de Wolf (9 november 2012-24 december 2012)
- Arthur Numan (13 november 2012-24 december 2012)

### Verslaggevers (VI Vandaag)
- Simon Zwartkruis (2012)
- Peter Wekking (2012)
- Martijn Krabbendam (2012)
- Thijs Slegers (2012)
- Robbie Peters (2012)
- Leo Driessen (2012)
- Marcel Maijer (2012)
- Pascal Kamperman (2012)
- Marc Neven (2012)
- Krijn Schuitemaker (2012)
- Vincent Schildkamp (2012)
- Richard van Iterson (2012)
- Neal Petersen (2012)
- Fatima Moreira de Melo (2012)
- Pim Overbeeke (2012)
- Marc Wisselo (2012)

### Deskundigen andere sporten (2012)
- Barbara Barend (3 september 2012-2 november 2012)
- Fatima Moreira de Melo (4 september 2012-2 november 2012)
- Dennis van der Geest (6 september 2012-2 november 2012)
- Danny Nelissen (11 en 19 oktober 2012)
- Gert Jakobs (19 oktober 2012)